# Höllische Liebe
Höllische Liebe ist eine österreichische Musikfilmkomödie aus dem Jahre 1949 von Géza von Cziffra mit Elfie Mayerhofer, Hans Holt und Karl Schönböck in den Hauptrollen. Dem Film liegt Cziffras Theaterstück Anita und der Teufel zugrunde.

## Handlung
Marina Martin ist nicht nur eine begnadete Wiener Sängerin, sondern darüber hinaus auch noch ein gefeierter Revuestar. Als sie sich eines Tages in den braven, anständigen und bescheidenen Kunstmaler Michael Frank verliebt und seinetwegen sogar überlegt, ihre Karriere aufzugeben, ist nicht nur ihr Theaterdirektor Nachmann erzürnt, sondern sprichwörtlich in der Hölle der Teufel los. Denn der Chef höchstselbst, der die Vorgänge über der Erde via Television genauestens mitverfolgen kann, findet überhaupt keinen Gefallen an dieser Liaison und will unbedingt dazwischenfunken. Denn Marina gilt als „männermordende“ Diva, wie ihre höllische Karteikarte bescheinigt. Der Herrscher der Unterwelt, Beelzebub, ruft seine Mitarbeiter zusammen, um zu beraten, was in diesem Fall zu tun sein. Daraufhin befiehlt der Boss seine diabolischen Gesandten Daniel und Belial auf die Erde um vor Ort für Unruhe zu sorgen.
Daniel soll Marina in Gestalt eines Baritons verführen, die Gesangsstimme leiht er sich kurzerhand von Belial. Man will beweisen, dass Marina überhaupt nicht zur reinen und altruistischen Liebe imstande ist. Daniel findet bald soviel Gefallen an seiner Rolle auf Erden und an dem irdischen Leben überhaupt, dass er nach getaner Arbeit die entliehene Stimme Belial nicht mehr zurückgeben will. Dadurch herrscht bald auch unter den höllischen Spitzbuben ordentlich Zoff. Als dann auch noch die Television ausfällt, scheint alles aus dem Ruder zu laufen, und Beelzebub ärgert sich schwarz, weil offensichtlich niemand mehr seinen Anweisungen folgt. Um zu retten, was zu retten ist, entsendet er schließlich seinen Minister Samuel und seine verführerische Tochter Lukretia auf die Erde, um seine finsteren Pläne zu vollenden. Doch trotz aller Verführungsversuche obsiegt schließlich die ziemlich irdische Liebe.

## Produktionsnotizen
Höllische Liebe entstand Mitte 1949 in den Ateliers von Wien-Sievering und Wien-Schönbrunn sowie in Südfrankreich (Außenaufnahmen). Die Uraufführung erfolgte am 17. November 1949 in Wien, die deutsche Premiere war am 26. Mai 1950 in Nürnberg.
Carl Hofer übernahm die Produktionsleitung. Fritz Jüptner-Jonstorff entwarf die Filmbauten, Fred Adlmüller die Kostüme. Otto Untersalmberger kümmerte sich um den Ton. Dia Luca gestaltete die Choreografie.

## Kritik
Im Lexikon des Internationalen Films heißt es: „Ein leidlich unterhaltsames, doch arg anspruchsloses musikalisches Lustspiel, das seinen Witz vorwiegend aus Anzüglichkeiten und vermeintlichen Frivolitäten zu beziehen versucht.“